# UFC Fight Night: Lewis vs. Hunt
UFC Fight Night: Lewis vs. Hunt (también conocido como UFC Fight Night 110) fue un evento de artes marciales mixtas producido por la Ultimate Fighting Championship que se celebró el 11 de junio de 2017 en Spark Arena en Auckland, Nueva Zelanda.

## Historia
El evento será el segundo que la promoción ha organizado en Auckland, después de UFC Fight Night: Te-Huna vs. Marquardt en junio de 2014.
Una pelea de peso pesado entre Derrick Lewis y el 2001 K-1 World Grand Prix y el ex-contendiente de título interino Mark Hunt, será el evento principal.
Se esperaba que el ex aspirante al título de peso mosca Joseph Benavidez se enfrente a Ben Nguyen en el evento. Sin embargo, Benavidez se retiró de la pelea por lesión el 10 de mayo. Fue reemplazado por el luchador de peso mosca y ganador del torneo de peso mosca The Ultimate Fighter: Tournament of Champions Tim Elliott.
En The Ultimate Fighter: Brazil 3 se esperaba que el ganador de peso mediano Warlley Alves se enfrentara a Kiichi Kunimoto, pero se retiró el 18 de mayo debido a una lesión no revelada y fue reemplazado por Zak Ottow.
La recién llegada promocional Nadia Kassem debió enfrentarse a JJ Aldrich, pero se retiró el 31 de mayo y fue reemplazada por su recién llegada Chan-Mi Jeon.